# 波羅的海乾散貨指數
波羅的海乾散貨指數或波羅的海綜合指數（Baltic Dry Index，縮寫作BDI）是航運業的經濟指標，包含航運業的乾散貨交易量的轉變。它的前身是波羅的海貨運指數（Baltic Freight Index，BFI），BFI在1999年11月1日廢除后改以BDI代之。
海岬型（BCI）、巴拿馬型（BPI）及輕便型BHMI（Handysize）各佔權重三分之一的綜合指數。雖然指數名稱有波羅的海，但負責管理這個指數的波羅的海交易所位於英國倫敦。

## 指标意义
BDI一向是散裝原物料的運費指數。散裝船運以運輸鋼材、紙漿、穀物、煤、礦砂、磷礦石、鋁礬土等民生物資及工業原料為主。因此，散裝航運業營運狀況與全球經濟景氣榮枯、原物料行情高低息息相關。故波羅的海指數可視為經濟領先指標。
2008年時一般认为BDI指數2000点是航运公司的盈亏线，跌破2000点后，所有航运公司都是亏损运营。2017年的盈亏线則在1200點左右。
BDI是由幾條主要航線的即期運費（Spot Rate）加權計算而成，为即期市場的行情的反映，因此，運費價格的高低會影響到指數的漲跌。

## 歷史沿革
波羅的海貨運指數（Baltic Freight Index，BFI）——波羅的海航交所於1985年開始發佈日運價指數，該指數是由若干條傳統乾散貨船航線的運價，按照各自在航運市場上的重要程度和所占比重構成的綜合性指數。成為代表國際乾散貨運輸市場的走勢圖。1985年1月4日指數設立為1000點，由13條航線的程租運價構成，其運輸貨物以穀物、煤、礦砂、磷礦石、鋁礬為主，沒有期租航線。
多年來，為滿足市場多元化的需求，BFI的構成航線經過數次調整，增設了單獨的航次期租航線，各船型航次期租航線的平均值基本可以代表各船型的現貨市場水準。尤其是1999年9月1日，波羅的海交易所將原來反映海岬型船（Capesize）和巴拿馬極限型船（Panamax）的BFI指數拆解成BCI（Baltic Capesize Index）和BPI（Baltic Panamax Index）兩個指數，這樣與已設立的輕便極限型船運價指數BHMI（Baltic Handymax Index）共同組成三大船型運價指數，指數構成的航線達到24條。1999年11月1日，以BCI、BPI、BHI各三分之一權重產生的BDI取代BFI，由五國（美、英、挪威、義大利、日本）20家大型仲介商針對數條重要航線，依其每日運價所編制，為目前市場上最具代表性之散裝航運運價的晴雨指標。

## 指數的組成
波羅的海指數由三個部份組成：
1. 波羅的海輕便型指數（BHMI）
  - 噸位：5萬噸以下
  - 主運貨物：磷肥、碳酸鉀、木屑、水泥
2. 波羅的海巴拿馬指數（BPI）
  - 噸位：5～8萬噸
  - 主運貨物：民生物資及穀物等大宗物資
3. 波羅的海海岬型指數（BCI）
  - 噸位：8萬噸以上
  - 主運貨物：焦煤、燃煤、鐵礦砂、磷礦石、鋁礬土等工業原料

## 散裝航運景氣之影響因素
1. 全球GDP成長率。
2. 全球鐵礦及煤礦運輸需求量。
3. 全球穀物運輸需求量。
4. 全球船噸數供給量。
5. 國際船用燃油平均油價、戰爭及天然災害。

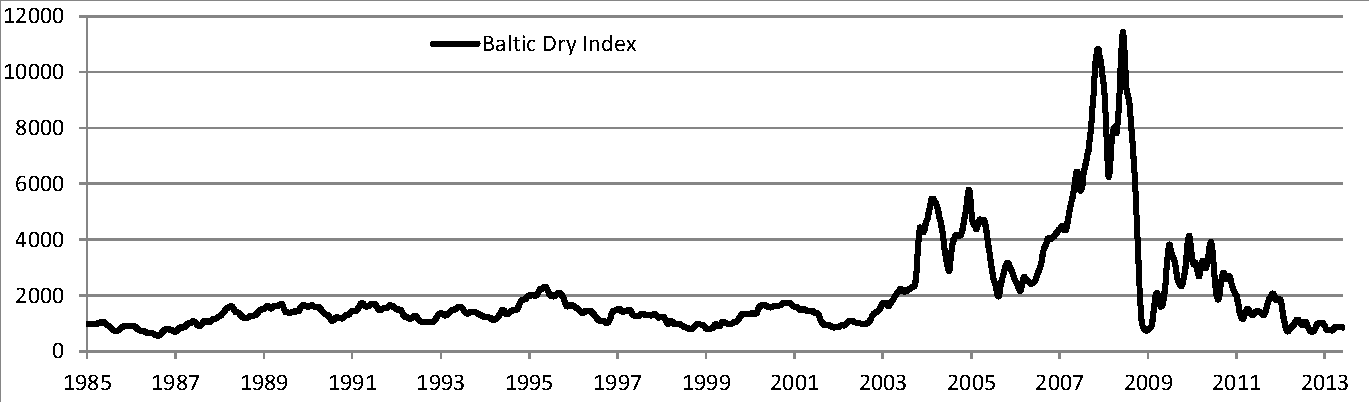
1985年至2013年的指數走勢

解释：全球GDP成長率影響全球對鐵礦及穀物運輸的需求量；天然災害使物資缺乏；貨品運輸需求提高，使散裝航運景氣走揚。

## 散裝航運產業特性
1. 主要經營國際間的貨物運輸，其服務品質與經營效率皆是以國際市場的競爭為標準，具有完全競爭的特性，沒有任何特定組織或業者、政府擁有定價能力。
2. 產業具有景氣循環特色，與世界經濟及天候息息相關。
3. 全球散裝海運貨物以焦煤、燃煤、鐵礦砂（出口國：澳洲、巴西、印度；進口國：中國、日本、歐洲）具備成長潛力，穀物則維持每年2億噸的海運量，需求穩定。由於北半球主要穀物出口國美國、加拿大的收成在春、秋兩季，而南美、澳洲則有穀物、煤集中於3月出口，所以傳統旺季為每年10月至次年4月。

## 歷年走勢
波羅的海乾散貨指數於2008年5月20日達到11,793點歷史高位。2016年1月，波羅的海乾散貨指數首次跌破400點。2016年2月4日，指數首次跌破300點。2016年2月10日創下290點新低，其後有所回升。

## 外部連結
- The Baltic Exchange （页面存档备份，存于）
- Dry Bulk Index
- The best economic indicator you've never heard of. （页面存档备份，存于）
- 航运在线·航运指数行情频道：乾散貨成交報告[永久]